# Ángel Bossio
Ángel Bossio (5 mei 1905 – Buenos Aires, 31 augustus 1978) was een Argentijns voetballer, die speelde als doelman. Hij begon zijn carrière bij Talleres de Remedios de Escalada en, na de professionalisering van het Argentijnse voetbal speelde hij nog enkele seizoenen voor River Plate.
Bossio maakte tevens deel uit van het Argentijns voetbalelftal tijdens de Olympische Zomerspelen van 1928 te Amsterdam. Argentinië behaalde daar de zilveren medaille nadat ze de finale verloren tegen Uruguay. Tevens was hij een van de spelers die deel uitmaakten van het eerste Wereldkampioenschap voetbal in 1930. Ook hier kende de finale dezelfde afloop.